# Cateno De Luca
Cateno Roberto Salvatore De Luca (né à Fiumedinisi le 18 mars 1972) est un homme politique italien, maire de  sa ville natale de 2003 à 2011, de Santa Teresa di Riva de 2012 à 2017, de  Messine de 2018 à 2022 et depuis 2023 de Taormina,.

## Publications
- (it) Lupara giudiziaria. Nella dialettica processuale un arresto ci sta!  (préf. Carlo Taormina (en)), Messine, Armando Siciliano Editore, 2018
- (it) Origini e prospettiva dell'autonomia siciliana. Breve testimonianza del saccheggio della Casta, Messine, Armando Siciliano Editore, 2018
- (it) Manuale dell'aspirante amministratore comunale, Messine, Armando Siciliano Editore, 2018
- (it) Non tutto è successo!  (préf. Catena Fiorello (it), postface Red Ronnie (it)), Milan, Edizioni Piemme (en), 2023